# Các nước nói tiếng Anh

Các quốc gia trong đó tiếng Anh là ngôn ngữ chính thức (de facto hoặc de jure).
Những nước mà tiếng Anh là ngôn ngữ chính hoặc ngôn ngữ bản địa của đa số.
Những nước mà tiếng Anh là ngôn ngữ chính thức, nhưng không phải là ngôn ngữ đa số.

Khoảng 330 đến 360 triệu người nói tiếng Anh là ngôn ngữ đầu tiên.
Với 258 triệu người bản ngữ, Hoa Kỳ bao gồm phần lớn tổng số toàn cầu. Như hình trong biểu đồ hình tròn bên dưới, hầu hết người nói tiếng Anh bản ngữ là người Mỹ.
Ngoài ra, có 60 triệu người nói tiếng Anh bản ngữ ở Vương quốc liên hiệp Anh và Bắc Ireland, 19 triệu ở Canada, 25,1 triệu ở Úc, 4,7 triệu tại Ireland và 4,9 triệu tại New Zealand. Các quốc gia khác cũng sử dụng tiếng Anh là ngôn ngữ chính và ngôn ngữ chính thức.
Trong Liên minh châu Âu, tiếng Anh là một trong 24 ngôn ngữ chính thức và được sử dụng rộng rãi bởi các tổ chức và phần lớn dân số là người bản xứ (Vương quốc liên hiệp Anh và Bắc Ireland và Ireland) và là ngôn ngữ thứ hai ở các quốc gia thành viên khác.
Tiếng Anh đứng hàng thứ 3 trong số những ngôn ngữ lớn nhất theo số lượng người bản ngữ, sau tiếng Quan thoại và tiếng Tây Ban Nha.
Ước tính số người nói tiếng Anh bao gồm những người sử dụng nó làm ngôn ngữ thứ hai rất khác nhau, từ 470 triệu đến hơn 1 tỷ người. David Crystal tính toán rằng, tính đến năm 2003, những người nói tiếng Anh không phải là tiếng mẹ đẻ đã vượt trội hơn người bản ngữ theo tỷ lệ 3:1. Khi kết hợp số lượng người nói bản ngữ và người nói như một ngôn ngữ thứ hai, tiếng Anh là ngôn ngữ được sử dụng rộng rãi nhất trên toàn thế giới.
Bên cạnh những phương ngữ tiếng Anh phổ biến, chẳng hạn như tiếng Anh Anh, tiếng Anh Mỹ, tiếng Anh Canada, tiếng Anh Úc, tiếng Anh Ireland, tiếng Anh New Zealand và các phương ngữ phụ của chúng, các quốc gia như Singapore, Malaysia, Nam Phi, Ấn Độ, Philippines, Jamaica và Nigeria cũng có hàng triệu người nói tiếng Anh bị ảnh hưởng bởi phát âm, ngữ điệu của tiếng bản ngữ, đã hình thành nên nhiều phương ngữ tiếng Anh đa dạng khác dựa trên tiếng Anh chuẩn. Ngoài ra, lối nói tiếng Anh tại khu vực Đông Á (Trung Quốc, Hàn Quốc, Nhật Bản, Hong Kong,...) bị ảnh hưởng sai lệch khá nhiều vì khác hoàn toàn với khẩu hình phát âm và ngữ điệu địa phương của người ở khu vực này, do đó đã tạo nên các phương ngữ tiếng Anh với lối phát âm đặc biệt, thông thường được nhận xét là "Nói tiếng Anh như nói tiếng sở tại:".
Ấn Độ hiện tuyên bố là thế giới lớn thứ hai quốc gia nói tiếng Anh. Ước tính đáng tin cậy nhất là khoảng 10% dân số hoặc 125 triệu người, chỉ đứng sau Hoa Kỳ và dự kiến sẽ tăng gấp bốn lần trong thập kỷ tới.

## Các quốc gia nói tiếng Anh đa số

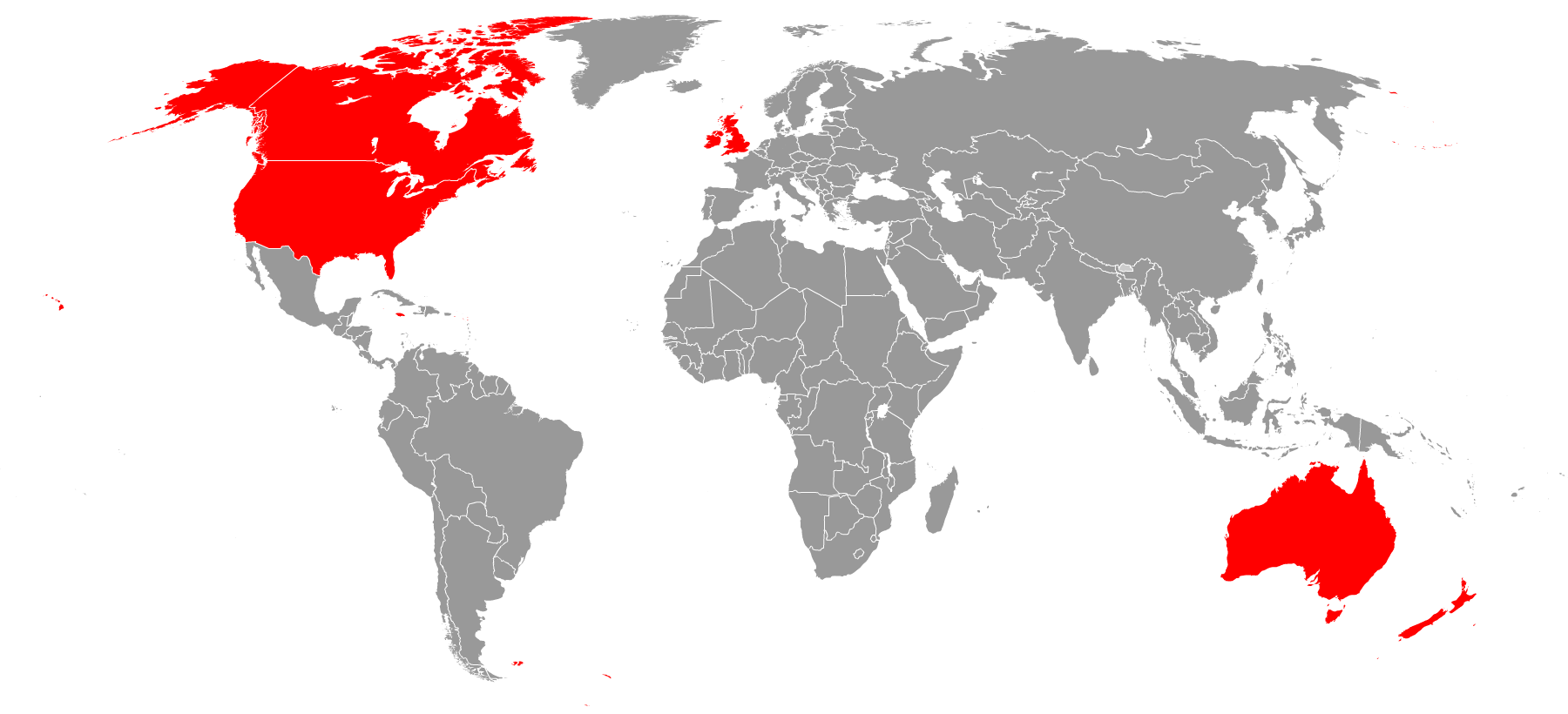
Anh quyển - Các quốc gia nơi phần lớn dân số nói tiếng Anh.

Có sáu quốc gia lớn với phần lớn người nói tiếng Anh bản địa đôi khi được nhóm theo thuật ngữ Anglosphere. Về số lượng người nói tiếng Anh, đó là: Hoa Kỳ (ít nhất là 231 triệu), Vương quốc Anh (60 triệu), Canada (ít nhất 20 triệu), Australia (ít nhất 17 triệu), Ireland (4,8 triệu) và New Zealand (4,8 triệu).
Biểu đồ hình tròn cho thấy tỷ lệ phần trăm người nói tiếng Anh bản địa sống ở các quốc gia nói tiếng Anh "vòng tròn bên trong". Người bản ngữ hiện đang bị vượt trội trên toàn thế giới bởi những người nói tiếng Anh thứ hai (không được tính trong biểu đồ này).
Tiếng Anh cũng là ngôn ngữ được nói chính gốc ở các quốc gia và vùng lãnh thổ của Anguilla, Antigua và Barbuda, Bahamas, Barbados, Belize, Bermuda, Lãnh thổ Ấn Độ Dương thuộc Anh, Quần đảo Virgin thuộc Anh, Quần đảo Cayman, Dominica, Quần đảo Falkland, Gibraltar, Grenada, Guam, Guernsey, Guyana, Đảo Man, Jamaica, Jersey, Montserrat, Quần đảo Pitcairn, Saint Helena, Ascension và Tristan da Cunha, Saint Kitts và Nevis, Saint Vincent và Grenadines, Quần đảo South Georgia và the South Sandwich, Trinidad và Tobago và Quần đảo Turks và Caicos.
Các cộng đồng đáng kể khác của người bản ngữ ở Nam Phi (4,8 triệu)  và Nigeria (4 triệu, 5%).

## Lãnh thổ nơi tiếng Anh là ngôn ngữ chính thức
Ở một số vùng lãnh thổ mà tiếng Anh không phải là ngôn ngữ được nói nhiều nhất, đó là ngôn ngữ chính thức; các lãnh thổ này bao gồm Botswana, Cameroon (đồng chính thức với tiếng Pháp),  Eswatini (Swaziland), Fiji, Ghana, Hồng Kông, Ấn Độ, Kenya, Kiribati, Lesentine, Liberia, Malta, Quần đảo Marshall, Mauritius, Liên bang Micronesia, Namibia, Nigeria, Pakistan, Palau, Papua New Guinea, Philippines, Rwanda, Saint Lucia, Samoa, Seychelles, Sierra Leone, Singapore, Quần đảo Solomon, Sri Lanka, Sudan, Nam Phi, Nam Sudan, Tanzania, Uganda, Zambia và Zimbabwe. Cũng có những quốc gia mà trong một phần của lãnh thổ, tiếng Anh trở thành ngôn ngữ đồng chính thức, ví dụ: Colombia San Andrés y Providencia và Mosquito Coast của Nicaragua. Đây là kết quả của sự ảnh hưởng của thuộc địa Anh trong khu vực.
Ấn Độ có số lượng người nói tiếng Anh thứ hai lớn nhất (xem tiếng Anh Ấn Độ); Crystal (2004) tuyên bố rằng kết hợp người bản ngữ và người bản ngữ, Ấn Độ có nhiều người nói hoặc hiểu tiếng Anh hơn bất kỳ quốc gia nào trên thế giới. Tuy nhiên, hầu hết các học giả và nghiên cứu đã được tiến hành tranh cãi khẳng định của ông.
Tiếng Anh là một trong mười ngôn ngữ chính thức được coi là bình đẳng ở Nam Phi (tiếng Anh Nam Phi). Đây cũng là ngôn ngữ chính thức trong lãnh thổ phụ thuộc của Úc (Đảo Norfolk, Đảo Giáng sinh và Đảo Cocos) và của Hoa Kỳ (Samoa thuộc Mỹ, Guam, Quần đảo Bắc Mariana, Puerto Rico (ở Puerto Rico, tiếng Anh là đồng chính thức với tiếng Tây Ban Nha) và Quần đảo Virgin thuộc Hoa Kỳ), và Đặc khu Hành chính Hong Kong của Trung Quốc.
Mặc dù chính phủ liên bang Hoa Kỳ không có ngôn ngữ chính thức, tiếng Anh đã được 32 trong số 50 chính quyền tiểu bang Hoa Kỳ công nhận chính thức. Ngoài ra, theo luật quốc tịch Hoa Kỳ, quá trình trở thành công dân nhập tịch Hoa Kỳ bao gồm một bài kiểm tra trình độ tiếng Anh cơ bản, có thể là ví dụ nổi bật nhất về yêu sách của quốc gia, thực tế chính sách.
Mặc dù thiếu tư cách chính thức, tiếng Anh cũng là ngôn ngữ quan trọng ở một số thuộc địa cũ và các xứ bảo hộ của Vương quốc Anh như Bahrain, Bangladesh, Brunei, Síp và Các tiểu vương quốc Ả Rập thống nhất.